# Luis Fonsi
Luis Alfonso Rodriguez Lopez-Cepero (San Juan, 15 de abril de 1978) é um cantor, compositor e ator porto-riquenho vencedor do Grammy Latino.

## Infância
Fonsi nasceu em 15 de abril de 1978 em San Juan, Porto Rico, filho mais velho de Alfonso Rodríguez e Delia "Tata" López-Cepero. Ele tem dois irmãos mais novos: Jean Rodriguez, que também é cantor, e Tatiana Rodríguez.
Crescendo, Fonsi mostrou sinais de que a música iria direcionar sua vida - quando criança, imitava as estrelas do popular grupo Menudo, e juntou-se ao Coro de Crianças de San Juan.
Depois de morar nos Estados Unidos por um mês, Fonsi aprendeu a falar inglês sem sotaque. Ele participou do Dr. Phillips High School em Orlando, Flórida, e participou de um grupo chamado "Big Guys". Eles cantaram nas festas escolares e locais. Um dos membros do grupo, Joey Fatone, mais tarde se juntou ao *NSYNC.
Em 1995, Fonsi se matriculou na Universidade do Estado da Flórida para estudar música. Ele também se juntou ao coral da escola e cantou com a City of Birmingham Symphony Orchestra.
Como a música era uma parte tão importante de sua vida, Fonsi frequentou a Florida State University da Flórida em uma bolsa de estudos completa, com especialização em Performance Vocal. Ele também se juntou ao coro da universidade, que o deixou viajar e tocar em todo o mundo, e gravou fitas de demonstração em Miami. Logo depois, lhe ofereceram um contrato de gravação pela Universal Music Latin.

## Carreira
Em 1998, Fonsi gravou seu álbum de estréia, Comenzaré (Começarei). O disco atingiu o número 11 nos Top Latin Albums da Billboard e continha os singles "If You Wanted", "Perdoe-me", "Tell Me Like" e "I'll Go". Comenzaré tornou-se um sucesso instantâneo em Porto Rico e em toda a América Latina, com Fonsi conquistando mercados como Colômbia, República Dominicana, El Salvador, México e Venezuela. Seu sucessor em 2000, Eterno, foi ainda mais bem sucedido. Por volta desta época, Fonsi também gravou um dueto com a cantora Christina Aguilera para o seu álbum em espanhol Mi Reflejo (2000). Em 1 de maio de 2000, Fonsi se apresentou no Concerto do Grande Jubileu para um Mundo livre de dívidas, um show ao ar livre em Roma, atendido pelo papa João Paulo II. No mesmo ano, Ednita Nazario ganhou um Prêmio Grammy Latino por uma música composta por Fonsi. Ele também cantou, com outros artistas, na Casa Branca em homenagem às vítimas dos ataques de 11 de setembro.
Em 2002, Fonsi foi o artista de abertura do Dream Within a Dream Tour de Britney Spears nos EUA e no México. No mesmo ano, estrei-o seu álbum em inglês "Fight The Feeling" tentando cruzar com o primeiro single "Secret" com Joey Fatone no video. Em 2003, Luis Fonsi cantou para milhares de telespectadores em todo o mundo no Miss Universo 2003 na China.
Seu quinto CD, Abrazar la Vida, vendeu muito bem, o que abriu novos mercados na Europa. "¿Quién Te Dijo Eso?" alcançou o número um nas paradas da Billboard Latin. Durante seu tempo no estúdio para o próximo álbum, Fonsi gravou "Amazing", um dueto com a Spice Girl Emma Bunton para seu álbum Free Me de 2004. Seu sexto CD, Paso a Paso, estreou no número um e o lançou no mercado internacional. "Nada Es Para Siempre" também alcançou o número um nas paradas de música, e foi um indicado para os Grammy Latino. Em 2006, contribuí com El Piruli, homenageando o álbum em homenagem a Víctor Yturbe, cantando um bolero clássico, "Historia de Un Amor".
Seu sétimo CD, Palabras del Silencio, estreou e ficou na posição número um por muitas semanas. Luis Fonsi entrou no Billboard Hot 100 dos Estados Unidos, pela primeira vez em setembro de 2008 com sua música "No Me Doy por Vencido", estreando no número 98 e atingindo o pico no número 92. Alcançou o número um na parada da Billboard Hot Latin Tracks, um dos seus maiores sucessos até o momento. "No Me Doy por Vencido" tornou-se na "Canção Pop Latino da Década" do Billboard e passou 21 semanas no número um no gráfico Hot Latin Songs.
Em novembro de 2009, Luis Fonsi foi premiado com um Grammy Latino pela "Canção do Ano" pela composição "Aquí Estoy Yo".
Em 11 de dezembro de 2009, Fonsi apresentou-se no Concerto no Prêmio Nobel da Paz em Oslo, o presidente do evento, o presidente Barack Obama.
Em 2011, Fonsi lançou o álbum Tierra Firme e fez uma turnê para promovê-lo em toda a América Latina.
Em 9 de julho de 2011, Billboard nomeou Fonsi "Líder da nova geração da música latina".
Em 2014, Fonsi lançou seu álbum 8, uma referência ao seu oitavo álbum de carreira. Ele então fez um passeio chamado "Somos Uno" em 2014-15. Ele também mencionou que a atuação seria em seu caminho de carreira e que ele não se importaria em agir com atores e atores mexicanos.
Em janeiro de 2017, "Despacito" com Daddy Yankee foi lançado e divulgado. Em 14 de outubro de 2017, o videoclipe atingiu quatro mil milhões de visualizações no YouTube, com a música se tornando número um em quase todos os gráficos do Latin Billboard e o vídeo mais visto do mundo. Em abril de 2017, a música recebeu um remix em inglês com o cantor canadense Justin Bieber. O remix com Bieber alcançou o número um no Billboard Hot 100 dos EUA na semana que terminou em 27 de maio de 2017, tornando-se o primeiro de Fonsi e Yankee no gráfico e o quinto de Bieber. Bieber promoveu o remix em um de seus shows em Porto Rico, convidando Fonsi para o palco para cantar o dueto com ele. A música permaneceu em número um por 16 semanas consecutivas, empatando com "One Sweet Day", de Mariah Carey e Boyz II Men, como a mais longa canção reinante na história do gráfico.
Em novembro de 2017, ele soltou a música "Échame la Culpa", com Demi Lovato, que .estreou em #3 no gráfico da Hot Latin.
Em maio de 2018, "Despacito II" foi lançado pela DespacitoTV como uma resposta à antecipação sobre Fonsi e seu hit. A música é um remix do original Despacito, com Undertale, Charlie Puth, e Soulja Boy sobrepostos para combinar com o ritmo da música original. A partir de julho de 2018, o videoclipe obteve mais de um milhão de visualizações no YouTube. A descrição do vídeo lista Fonsi como autor e compositor, no entanto, isso ainda não foi confirmado pelo próprio Fonsi. A descrição também lista Thanos , a Administração Nacional de Aeronáutica e Espaço e a The Trump Organization como parte do pessoal-chave de liberação, no entanto, isso ainda não foi confirmado nem por Fonsi nem pelas partes correspondentes. No entanto, dada a imensa popularidade da música, ela recebeu validade por ser listada como uma faixa no YouTube Music.
Em junho de 2018, Fonsi lançou o single "Calypso", com Stefflon Don. Em 29 de junho, Luis Fonsi cantou com Aitana a música Échame la culpa no Santiago Bernabéu Stadium. Os dezesseis participantes da Operação Triunfo também se encontraram lá, e o concerto contou com 60.000 pessoas. Raphael, David Bustamante, Rosa López, Pastora Soler e Zahara foram os outros convidados.
Em 13 de janeiro de 2019, o cantor se juntou a Wisin, Alejandra Guzmán e Carlos Vives como treinadores da primeira temporada espanhola de La Voz pela Telemundo.
Depois de cinco anos desde 8, em 1 de fevereiro de 2019 lançou seu 10º álbum de estúdio Vida. A lista de faixas contém "Despacito (Remix)", "Échame la Culpa" e "Sola". O álbum ficou no topo da Billboard Top Latin Albums e parada de álbuns espanhol, e entrou no número 18 da Billboard 200.

## Carreira de atuação

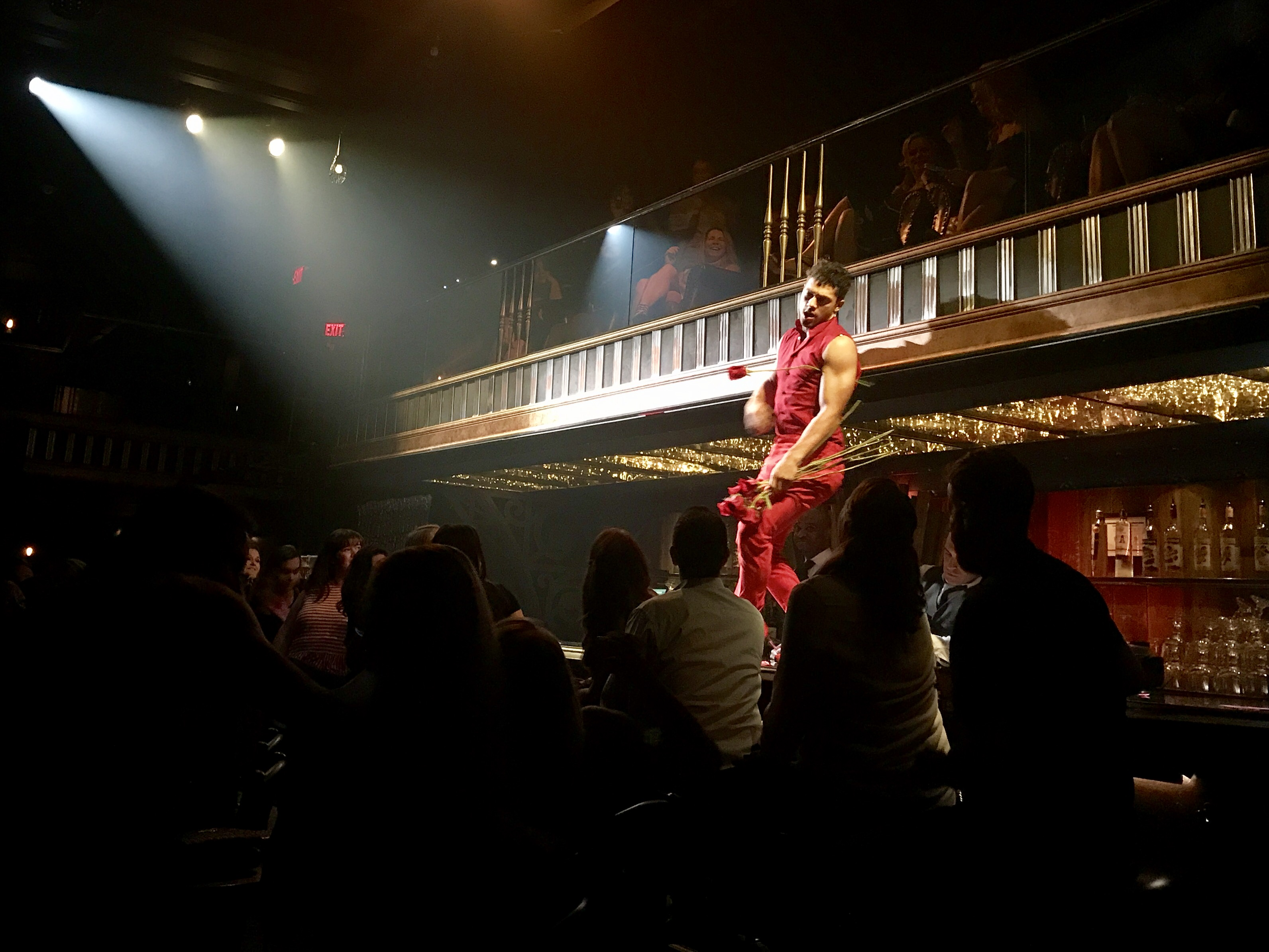
Luis Fonsi in concert

Em 1992, Fonsi fez um breve cameo no romance "Como agua para chocolate", no qual eu interpretou o amigo do líder masculino, Pedro Múzquiz.
2004, Fonsi fez sua segunda aparição na telenovela mexicana chamadaCorazones al límite interpretando Roy. Ele também teve uma aparição especial em 2001 na série de televisão da Nickelodeon Taina. Fonsi juntou-se ao elenco do Broadway's Forever Tango para um compromisso de duas semanas em agosto de 2013.

## Vida pessoal
Em 2003, Fonsi começou a se interessar amorosamente pela atriz Adamari López, que, como artista da Univision e colega porto-riquenha, foi vista constantemente perto de Fonsi. No mesmo ano, Fonsi lançou a música "Abrazar la vida" ("Abraçar a Vida"), fora do álbum homônimo. A música mais tarde se tornaria uma das favoritas de López.
Durante 2005, Fonsi estava no meio de uma turnê internacional que foi cancelada abruptamente quando López foi diagnosticada com câncer. Fonsi prometeu ficar ao seu lado e viajou com ela para o México, Miami e Porto Rico em seus vários tratamentos e viagens relacionadas ao trabalho. Ela está em remissão desde 2006.
Em 3 de junho de 2006, Fonsi e Adamari López se casaram em uma cerimônia religiosa em Guaynabo, Porto Rico com a presença de muitas celebridades, incluindo Joey Fatone, Charytín Goyco, Ednita Nazario, e Carlos Ponce, assim como seu irmão, aspirante a cantor Jean Rodriguez, profissionalmente conhecido como "Jan". Em 8 de novembro de 2010, eles são oficialmente divorciados.
Fonsi e a modelo espanhol Águeda López tiveram seu primeiro filho, uma filha Mikaela, que nasceu dezembro de 2011 em Miami. Eles se casaram em 10 de setembro de 2014, depois de três anos de vida juntos. Em 20 de dezembro de 2016, eles receberam seu segundo filho, que se chama Rocco.

## Discografia
- Comenzaré (1998)
- Eterno (2000)
- Amor Secreto (2002)
- Abrazar la Vida (2004)
- Paso a Paso (2005)
- Palabras del Silencio (2008)
- Tierra Firme (2011)
- 8 (2014)
- Vida (2019)
- Ley De Gravedad (2022)
- El Viaje (2024)

## Prêmios e indicações

### American Music Awards
| Ano  | Recipiente  | Categoria                   | Resultado |
| ---- | ----------- | --------------------------- | --------- |
| 2017 | Luis Fonsi  | Artista Latino Favorito     | Indicado  |
| 2017 | "Despacito" | Colaboração do Ano          | Venceu    |
| 2017 | "Despacito" | Canção de Pop/Rock Favorita | Venceu    |
| 2017 | "Despacito" | Vídeo do Ano                | Indicado  |

## Turnês
- Comenzaré Tour (1998–99)
- Eterno Tour (2000–01)
- Amor Secreto Tour (2002)
- Abrazar la vida Tour (2003–04)
- Paso a Paso Tour (2005–06)
- Palabras del Silencio Tour (2009–10)
- Tierra Firme Tour (2011–13)
- Somos Uno Tour (2014–15)
- Love + Dance World Tour (2017)